# The Hump
The Hump [ðɘ hɑmp] je naziv koji su Saveznički piloti u vrijeme Drugog svjetskog rata koristili za istočne obronke Himalaja preko kojih je više godina išao zračni most za snabdijevanje vojske Čang Kai-šeka.
Engleski naziv "The Hump" doslovno znači "grba" ili "kvrga", dok ovdje u prenesenom smislu znači "preko brijega". Odnosi se na vrlo rizični zračni put - prvo se letjelo preko nižih obronaka da bi se tada strmo uzdizalo direktno preko visokih vrhova gdje su u pravilu vladali vrlo loše vrijeme i jake zračne turbulencije.
Zračni most "preko grbe" otvoren je u travnju 1942. kad su japanske trupe presjekle Burmansku cestu, 1.150 km dug put planina od Kunminga u Kini do Lashia u Burmi. Zračni most je prekinut nakon dovršetka alternativnog puta od Assama u Indiji do mjesta Bhamo na staroj Burmanskoj cesti. Ovaj kopneni put bio je dug 1.736 km.
Transportni zrakoplovi polijetali su danonoćno iz jedne od 13 Savezničkih baza na sjeveroistoku Indije do jednog od šest kineskih aerodroma udaljenih oko 800 km. Neke posade letjele su i do tri puta dnevno tom rutom. Zbog izoliranosti ovog područja snabdijevanje rezervnim dijelovima i gorivom za zrakoplove bilo je neprekidno otežano. To je prisililo Saveznike da redovno šalju ljude na obronke Himalaja da sa srušenih zrakoplova skidaju upotrebljive dijelove potrebne za održavanje preostalih zrakoplova.
Ovaj zračni most najvećim dijelom organizirao je američki general William H. Tunner koji je 1948. i 1949. značajno doprinio održavanju Berlinskog zračnog mosta.

## Vanjske poveznice
- http://www.palletmastersworkshop.com/hump.html  Arhivirana inačica izvorne stranice od 24. svibnja 2010. (Wayback Machine) (engl.)
- http://www.nimitz-museum.org/cbiprimer.htm  Arhivirana inačica izvorne stranice od 24. lipnja 2004. (Wayback Machine) (engl.)
- http://www.usaaf.net/ww2/airlift/airliftpg7.htm (engl.)
- http://www.comcar.org/comcarhome.htm  Arhivirana inačica izvorne stranice od 24. veljače 2010. (Wayback Machine) (engl.)